# Aladim (político)
Walid Ali Hamid (Beirute, 15 de setembro de 1981) é comerciante e político brasileiro. Filiado ao Partido Social Democrático (PSD). É o 18° prefeito do município de Mairiporã. Foi vereador do município de Mairiporã de 2009 a 2016.

## Vida pessoal
Walid Ali Hamid nasceu em Beirute, capital do Líbano, em 15 de setembro de 1981. É formado em Administração de Empresas e em Sistemas de Informação pela Faculdade Instituto Mairiporã de Ensino Superior (IMENSU),  e fala três idiomas
É casado com Luciana Marchi Hamid e pai de dois filhos.

## Vereador de Mairiporã (2009-2016)
Em 15 de maio de 2012, teve seu mandato cassado pelo Tribunal Regional Eleitoral de São Paulo (TRE-SP) por infidelidade partidária após denúncia feita pelo partido Democratas (DEM). Segundo a denúncia, Hamid foi eleito em 2008 e se desfiliou do partido em outubro de 2011 sem motivo que justificasse sua saída, filiando-se ao Partido Social Cristão (PSC).

## Prefeito de Mairiporã (2021-atualmente)

### Primeiro Mandato (2021-2024)
Em janeiro de 2021, foi lançado o programa "Meu Futuro", que foi possível somente após a prefeitura fazer parcerias entre a Secretaria Municipal de Desenvolvimento Econômico e o Estado, através do Centro de Paula Souza, Senai, Sebrae e Univesp.  Os cursos foram ofertados na modalidade EAD e também presenciais, sendo ministrados em escola da rede municipal, Postos Móveis ou na escola do Senai, localizada no distrito de Terra Preta.
Durante a pandemia de COVID-19 para auxiliar na economia do município, sancionou uma lei que autorizava a concessão de incentivos fiscais para empresas. Os incentivos incluíam isenção do Imposto Predial e Territorial Urbano (IPTU), do Imposto de Transmissão de Bens Imóveis (ITBI) sobre a aquisição de imóveis destinados à instalação ou ampliação, bem como da Taxa de Licença de Funcionamento, Taxa de Serviço pela Expedição de Alvarás, Taxa de Fiscalização para Concessão de Licença para Publicidade e taxas relacionadas à aprovação de projetos de construção e instalação.

Além disso, foi criado um programa municipal de incentivo à valorização do comércio, da indústria e da prestação de serviços, que oferecia prêmios e estímulos aos consumidores na aquisição de bens e serviços.
Em razão da pandemia do coronavírus (SARS-CoV-2) e da doença infecciosa causada por ele, a COVID-19, a administração municipal promulgou o Decreto 9155 de 9 de fevereiro de 2021, definindo regras para o retorno das atividades presenciais na Prefeitura Municipal de Mairiporã, a manutenção de atividades por teletrabalho, as medidas de prevenção contra a COVID-19, e dando outras providências. Dentre essas medidas de prevenção, encontraram-se as medidas de cautela e as medidas administrativas.
Entre as medidas de cautela, encontram-se: uso obrigatório de máscara; manter distância de no mínimo 1 (um) metro entre as pessoas, em qualquer ambiente; lavar as mãos com água e sabão frequentemente ou usar álcool gel 70%; evitar aglomerações; uso preferencial de escadas, e em caso de utilização de elevadores, respeitar o limite máximo de 2 (duas) pessoas por vez; manter os ambientes limpos e ventilados; não compartilhar objetos de uso pessoal, tais como celulares, computadores, canetas, copos, talheres etc; após cada atendimento realizar a higienização completa do ambiente de trabalho com álcool 70%.

Já entre as medidas administrativas, encontram-se:  assegurar que as empresas contratadas e conveniadas sigam as recomendações sanitárias, em especial, o uso de equipamentos de proteção individual e demais medidas de higiene; orientar os profissionais da limpeza, manutenção, recepção, cerimonial, segurança, bem como os copeiros, motoristas e outros que estejam mais expostos ao fluxo de pessoas quanto aos procedimentos de proteção pessoal e demais medidas de cautela; disponibilizar permanentemente álcool gel 70% às unidades, às recepções e demais espaços de circulação e presença de pessoas;ampliar a frequência de limpeza e desinfecção dos ambientes, especialmente banheiros, elevadores, maçanetas e corrimãos; instalar barreiras e/ou sinalização de distanciamento nos ambientes recomendados pelas autoridades de Saúde; instalar barreiras de proteção de servidores que atuam no atendimento ao público; disponibilizar máscaras para, em casos excepcionais, fornecer às pessoas que não estejam portando por ocasião dos acessos às unidades da Prefeitura Municipal de Mairiporã; ampliar medidas para a ventilação dos ambientes internos, especialmente das unidades em que haja maior número de pessoas; garantir o descarte apropriado de máscaras, luvas e demais equipamentos de proteção individual.

No início de 2021, a empresa Eduardo Medeiros Transportes Ltda. teve 19 dos seus 32 ônibus recolhidos por falta de pagamento e irregularidades, resultando na supressão de linhas e na redução de horários e em 21 de fevereiro de 2021 venceu o contrato de transporte público com a empresa Eduardo Medeiros Transportes Ltda. Por estas razões, em 2 de julho de 2021 foi assinado, em caráter emergencial, um contrato de parceria público-privada com a empresa Viação Rosa. A empresa Viação Rosa passou a operar a partir de 1° de agosto de 2021 e com 25 ônibus.
Entre 4 de março de 2023 e 18 de maio de 2024, o Terminal Rodoviário "Shiguemi Aiacyda" foi reformado, durante esse período, a empresa Eduardo Medeiros e a empresa Empresa de Transportes de Mairiporã, tiveram que usar o Espaço de Eventos "Amaury Serralvo" como terminal. Agora o terminal conta com dois blocos comerciais, de serviços, ambientes de apoio ao usuário e um bloco de serviços administrativos (onde ficarão a gerência do terminal e as bilheterias), um bicicletário.
Em 8 de julho de 2023, a gestão Aladim inaugurou inaugurou o Terminal Rodoviário José Damião de Oliveira – “Vereador Zé Ceará”, localizado no Distrito de Terra Preta. Tendo uma área construída de 2.871,65m², o terminal rodoviário conta com 8 plataformas de embarque e desembarque, além guichês, centro comercial com lojas, que serão locadas, sanitários e banheiro com acessibilidade, fraldário, praça de alimentação, setor administrativo e paisagismo.
O Jardim Brilha é um bairro de 160 mil m² onde, desde 1960, vivem 600 famílias, e onde João Sebastião Magalhães, valendo-se de um processo de usucapião aberto em 1972 e concluído em 1976, tomou posse. Depois da morte dele, ninguém apareceu para requerer os direitos de posse, até que em 1994, a sua filha, dona Maria da Graça Campos Magalhães Aluani, entrou com uma ação para reaver a propriedade e promover a desocupação total do espaço. Em 2021, a justiça deu causa ganha a Maria da Graça - empresária em Direito, Mediação Privada, Facilitação de Diálogos e Construção de Consenso.
Em 4 de maio de 2023, a doutora juíza do Grupo de Apoio às Ordens Judiciais de Reintegração de Posse (Gaorp) do Tribunal de Justiça de São Paulo pediu para o prefeito levar uma solução para o bairro Jardim Brilha.
Em 17 de agosto de 2023, ocorreu uma reunião com vereadores da Câmara do município, e contando principalmente com a presença do vereador e presidente da comissão de justiça da câmara, Ricardo Messias Barbosa, do vereador e presidente da comissão de obras e serviços da câmara, Nilber Rosemberg, vereadora e presidente da comissão de meio ambiente da câmara, Ruth Freitas, o procurador do município Edison Pavão Junior, o secretário da habitação Alexandre Boava, o secretário do meio ambiente José Eduardo Victorino e o secretério da administração, Antônio Carlos Martinho. Participaram também os advogados Dra. Maria José da Silva - presidente da OAB de Mairiporã (129ª seção da OAB) -, Dra. Mônica Camargo e Dra. Isabel - advogadas da associação de moradores do Jardim Brilha, a convite do representante da associação, Arnaldo Cardoso do Santos, 43, vice-presidente da Associação de Moradores Quinta dos Carvalhos.
Nessa reunião apurou-se que, existe na prefeitura um processo aberto, por meio da secretaria de habitação, para que se contrate uma empresa e cadastre-se as famílias do bairro. Também nessa reunião, a Dra. Isabel  questionou a secretaria da fazenda, Silvana Francinete da Silva, quanto a existência de uma rúbrica para o bairro. Foi levantado na reunião que parte dos moradores haviam sido contemplados, em governos anteriores, com o Programa Minha Casa, Minha Vida, e por isso deveriam estar morando no Canaã (conjunto habitacional localizado no Distrito Industrial de Terra Preta), mas que alguns venderam ou transferiram seus apartamentos e voltaram para o bairro, deixando aproximadamente 90 apartamentos desocupados.
Em 21 de fevereiro de 2024, o deputado estadual Bruno Zambelli requereu um ofício na ALESP para o Secretário da Secretaria de Desenvolvimento Urbano e Habitação do Estado de São Paulo, senhor Marcelo Cardinale Branco sobre uma possível regularização fundiária no local, através do programa "Cidade Legal".
Enquanto dura esse impasse da desocupação, os moradores, conjuntamente com as associações do bairro, realizaram várias manifestações, dentre as quais no dia 7 de junho e no dia 27 de junho de 2024.
Em 2021, teve no município, por parte proprietários, a empresa Portal da Cantareira, a tentativa de transformar a "Pedreira do Dib" - um local que foi de ponto de mineração (desativado nos anos de 1970) para ponto de encontro dos praticantes de esportes radicais -, em aterro sanitário e, posteriormente, em um condomínio particular. Caso a tentativa se concretizasse, seria feito no local o aterramento do lago formado ali, e o enterramento de 74 dos 114 metros de altura do paredão do local. Por esta razão, o local foi isolado com tapumes e a entrada de escaladores, assim como a população em geral, foi impedida.
Para permitir ou não a concretização dos planos da empresa de aterrar a Pedreira do DIB, foi feito primeiramente um estudo para verificar a existência ou não de uma nascente de água no local, pois a Lei de Parcelamento do Solo Urbano proíbe a construção de edifícios (o que inclui o seu aterramento) a menos de 15 metros do curso de água. Logo, o Ministério Público contratou um geólogo para estudar o caso, e com informações de um hidrogeólogo, foi concluído que a altura que a formação de água da Pedreira do DIB está na mesma altura que as outras nascentes de água que formam a Serra da Cantareira. Por este tipo de dado, deixa a entender que seria uma nascente. O aterramento poderia contaminar a água existente em todas as outras nascentes. Com base nas conclusões, o Ministério Público solicitou à Companhia Ambiental do Estado de São Paulo (CETESB) mais informações para poder validar, ou não à validade da empresa.
Além disso, a empresa Portal da Cantareira entregou à prefeitura documentos falsos, com assinaturas falsas. A conclusão foi da comissão investigativa da Câmara dos Vereadores do município. Dessa forma, a comissão investigativa e o Ministério Público, solicitaram que o alvará fosse cancelado pela CETESB.

## Desempenho eleitoral
| Ano  | Cargo            | Partido | Coligação                                                                    | Votos  | Votos (%) | Eleito?          |
| ---- | ---------------- | ------- | ---------------------------------------------------------------------------- | ------ | --------- | ---------------- |
| 2004 | Vereador         | PRONA   | PFL / PRONA                                                                  | 287    | 0,82%     | Não eleito       |
| 2008 | Vereador         | DEM     | DEM / PRP                                                                    | 604    | 1,56%     | Eleito por média |
| 2012 | Vereador         | PSC     | PSC / PPS                                                                    | 2 048  | 4,95%     | Eleito           |
| 2016 | Prefeito         | PSC     | PRB / PSC / PT do B / PTN / PC do B                                          | 7 081  | 16,61%    | Não eleito       |
| 2018 | Deputado federal | PR      | PR                                                                           | 11 964 | 0,06%     | Não eleito       |
| 2020 | Prefeito         | PSDB    | Construindo o futuro agora (PSDB / PL / PODE / DEM / PV / PROS / REDE / PSL) | 21 315 | 50,27%    | Eleito           |
| 2024 | Prefeito         | PSD     | Mairiporã Não Pode Parar (Podemos / MDB / PSD / PSB / Republicanos)          | 35 316 | 77,93%    | Eleito           |

Fonte: Fundação SEADE